# Sabe a ti
Sabe a ti es un álbum de estudio de la boy band puertorriqueña MDO, lanzado en 2008 por la discográfica Machete Music. La formación incluía a Daniel Rodríguez, Elliot Suro, Lorenzo Duarte y Luis Montes. El álbum fue producido por Carlos Pauca y Pablo de Laloza.  
Como parte de la promoción, el grupo inició una gira que tenía previsto visitar países como Puerto Rico, Miami, México, El Salvador y otros lugares de América Latina.
El álbum contó con un único sencillo, la canción "No que nada", lanzada en 2008, que alcanzó posiciones modestas en las listas de Billboard, Hot Latin Songs y Latin Pop Airplay. Recibió críticas favorables, destacándose la evaluación de Evan C. Gutierrez de AllMusic, quien elogió las armonías vocales y la ejecución técnica, y la de Mario Tarradell del periódico The Press Democrat, quien subrayó la madurez del trabajo en comparación con los álbumes anteriores.  

## Antecedentes
En 2007, el programa Making Menudo de MTV seleccionó nuevos integrantes para revitalizar el concepto del icónico grupo juvenil, que fue un fenómeno fonográfico en los años 80. Sin embargo, esta nueva formación no tuvo ningún vínculo con Edgardo Díaz, creador original del Menudo y del MDO.
Curiosamente, fue creada mientras el MDO, considerado una evolución natural de Menudo con solo un cambio en el nombre, aún existía como una entidad separada. 
Díaz, por su parte, logró firmar con otro sello para el MDO, devolviendo al grupo al centro de atención pública. Por esa misma época, el nuevo Menudo lanzó un EP con cuatro canciones, dos en español y dos en inglés.
Debido a los lanzamientos en la misma época, se generaron comparaciones con el MDO, aunque el grupo negó cualquier tipo de rivalidad. Lorenzo Duarte, integrante del MDO, afirmó en una entrevista: "Antes que nada, creo que hay espacio para todos (...) El MDO tiene una trayectoria impecable desde que lanzó su primer disco (...) Destacamos por hacer buena música. Y somos los originales. Somos la segunda generación, pero somos los originales. En cuanto al Menudo, les deseamos lo mejor. Son más jóvenes, nosotros somos más adultos. Su música es otra propuesta, en el estilo del R&B estadounidense, y tratarán de adaptarla también al español".

## Producción y grabación
El álbum fue producido por Carlos Pauca y Pablo de Laloza, junto con Alejandro Jaén, reconocidos productores que han colaborado en proyectos musicales de artistas como Shakira, Santana, Enrique Iglesias y la cantante y compositora estadounidense Jewel, entre otros. A diferencia de versiones anteriores, los integrantes tocan sus propios instrumentos y participan activamente en el proceso creativo, aportando autenticidad al trabajo. Durante las grabaciones, Luis tocó la percusión, Daniel y Elliot tocaron guitarras eléctricas, y Lorenzo tocó el piano y la guitarra.
La lista de canciones incluye una versión cover de "Solo pienso en ti", tema interpretado por el actor venezolano Guillermo Dávila en la telenovela Ligia Elena de 1982. Según Lorenzo: "El arreglo quedó muy actual (...) Esa canción quedó para Elliot. A mí me tocó "Soy como soy"". Además, el artista señaló que el álbum buscó resaltar la madurez vocal de cada integrante, y agregó: "Además de traer letras más maduras, hubo un cambio de concepto y de sonido. Es menos 'orquestado', más pop rock, con más guitarras eléctricas y baterías. Este cambio es evidente en temas como "Mi corazón", "Si me quisieras" y "Quién". Es un disco más natural", explicó Lorenzo.

## Sencillos
Solo una canción fue lanzada como sencillo, la pista "No que nada", lanzada en 2008 en un CD promocional. En la lista musical de la revista Billboard, Hot Latin Songs, debutó en la posición número 47, el 8 de marzo de 2008, y alcanzó su punto máximo en la posición número 44, el 5 de abril del mismo año. En la lista Latin Pop Airplay, de la misma revista, alcanzó la posición número 16.
En la lista "Latin Pop" de la revista Radio & Records, debutó en la posición número 37, el 22 de febrero de 2008, alcanzando su punto máximo en la lista el 7 de marzo de 2008, en la posición número 28.

## Recepción crítica
Las reseñas de los críticos especializados en música fueron favorables.  
Evan C. Gutierrez, crítico del sitio AllMusic, evaluó el álbum con tres estrellas y media de cinco y escribió que la calidad técnica del álbum es evidente. Según él, las armonías vocales están bien trabajadas y los arreglos perfectamente ejecutados. No obstante, destacó que, aunque es un disco sólido y sin canciones malas, el grupo sacrificó personalidad en favor de la perfección. Además, observó que el estilo del álbum sonaba anticuado para el público estadounidense, aunque consideró esta característica común en el género. Concluyó que, aunque no es excepcional, el trabajo es consistente y cumple bien con su propósito.
En un reportaje para el periódico The Press Democrat, Mario Tarradell escribió que el objetivo del álbum era borrar la imagen que la mayoría de las personas tenía de "chicos lindos cantando y bailando". Señaló que el disco presenta canciones pop refinadas, escritas por músicos de larga trayectoria en la música latina, y que el trabajo tiene un toque más maduro en comparación con los discos anteriores, aunque mantiene fórmulas musicales atractivas para los jóvenes.

## Lista de canciones
| Sabe a Ti |                          |          |  |
| N.º       | Título                   | Duración |  |
| 1.        | «Si Me Quisieras»        | 3:41     |  |
| 2.        | «Sabe A Tí»              | 3:54     |  |
| 3.        | «Quien»                  | 4:25     |  |
| 4.        | «No Queda Nada»          | 3:47     |  |
| 5.        | «Mi Corazón»             | 3:06     |  |
| 6.        | «Dime Cuando y Donde»    | 3:26     |  |
| 7.        | «Si Tuviera Que Decidir» | 3:58     |  |
| 8.        | «Soy Como Soy»           | 3:40     |  |
| 9.        | «Solo Pienso En Tí»      | 3:10     |  |
| 10.       | «Una Noche De Amor»      | 3:51     |  |
| 11.       | «Condenado»              | 4:39     |  |